# Ganoderma dorsale
Ganoderma dorsale är en svampart som först beskrevs av Curtis Gates Lloyd, och fick sitt nu gällande namn av Camille Torrend 1920. Ganoderma dorsale ingår i släktet Ganoderma och familjen Ganodermataceae.   Inga underarter finns listade i Catalogue of Life.